# Пилоти, Карл Теодор фон
Карл Теодор фон Пилоти (нем. Carl (Karl) Theodor von Piloty, auch Karl; 1 октября 1826, Мюнхен — 21 июля 1886, Амбах на озере Штарнбергер, ныне Мюнзинг) — немецкий живописец академического направления исторического жанра. Представитель большой художественной семьи.

## Семья Пилоти
Художниками были отец Карла Теодора — известный мюнхенский гравёр и литограф Фердинанд Пилоти Старший (1786—1844) и его брат Фердинанд фон Пилоти Младший (1828—1895). Фердинанд фон Пилоти Младший писал монументальные фрески для Баварского национального музея, мюнхенского Максимилианеума, ратуши города Ландсберга-на-Лехе и Нойшванштайна. Сын Оскар стал химиком, погиб в Первую мировую войну. Другой сын Роберт — учёный-юрист и политик, преподаватель права в Вюрцбургском университете. Дочь, Иоганна (1864—1935), в 1884 году вышла замуж за инженера Фридриха фон Хефнера-Альтенека.

## Биография
Карл Теодор фон Пилоти начинал как художник бытового жанра и считался одним из самых значительных представителей реалистической исторической живописи, отличающейся детальной точностью в передаче внешности исторических лиц, обстановки и аксессуаров. С 1840 года учился в Мюнхенской академии изобразительных искусств у Юлиуса Шнорр фон Карольсфельда. После смерти отца он с 1844 по 1847 год Карл Теодор возглавлял семейный «литографический институт» Piloty & Löhle. В 1856 году Пилоти был назначен профессором Мюнхенской академии изобразительных искусств. В 1860 году ему было пожаловано дворянское звание. 3 июня 1860 года Карл фон Пилоти и Берта Хеллерман поженились в протестантской церкви Святого Павла в Перлахе. В 1874 году он стал директором академии.
Он был амбициозным преподавателем. Среди его учеников были Георг Гримм, Герман фон Каульбах, Франц фон Ленбах, Франц Дефреггер, Рудольф Эпп и Ганс Макарт, Вильгельм Лейбль, Габриэль фон Макс, Георгиос Яковидис, Рудольф фон Зайтц, Теодор Рохолл, Йозеф Флюгген и Эдуард фон Грютцнер, Юлиус Манте, Никифорос Литрас, Йозеф Вопфнер, Рудольф Эпп, Джеймс Питкэрн-Ноулз, Рудольф Кёзелиц, Вильгельм фон Диц, Людвиг фон Лангенмантель и Гуго фон Хаберманн Старший, Антон Седер.
Монументальное произведение Пилоти «Аллегория Мюнхена» (Allegory Monachia) в Большом зале Новой Мюнхенской ратуши по своим размерам 15,30 × 4,60 м считается самой большой картиной Баварии. На ней изображены 128 личностей из истории города Мюнхена. Впервые картина была представлена 21 июля 1879 года в мюнхенской ратуше, однако с 1952 года была переведена в хранилище. Её реставрация началась в 2000 году, длилась 4 года и стоила около полумиллиона евро.

## Галерея

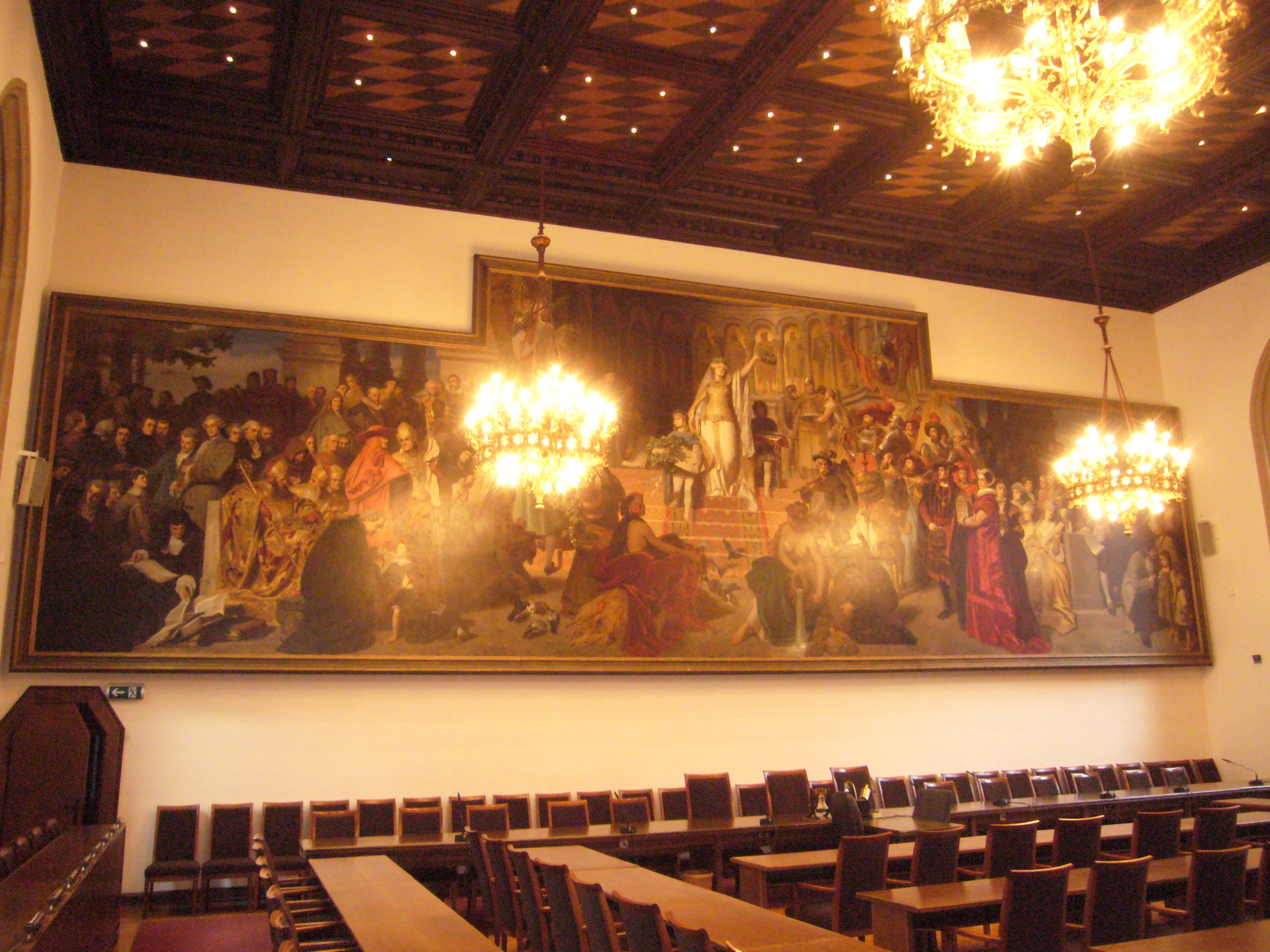
Аллегория Мюнхена. 1869-1879. Большой зал Новой Мюнхенской ратуши
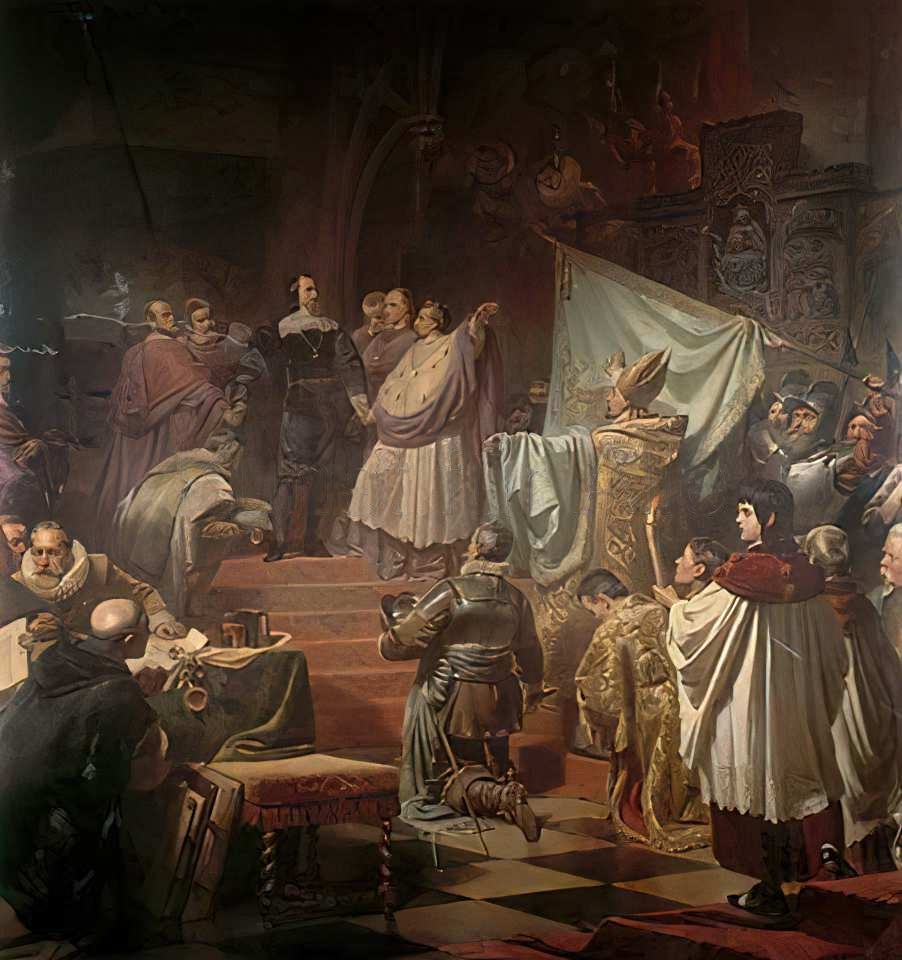
Основание Католической лиги в Мюнхене. Деталь. 1853. Холст, масло. Мюнхен
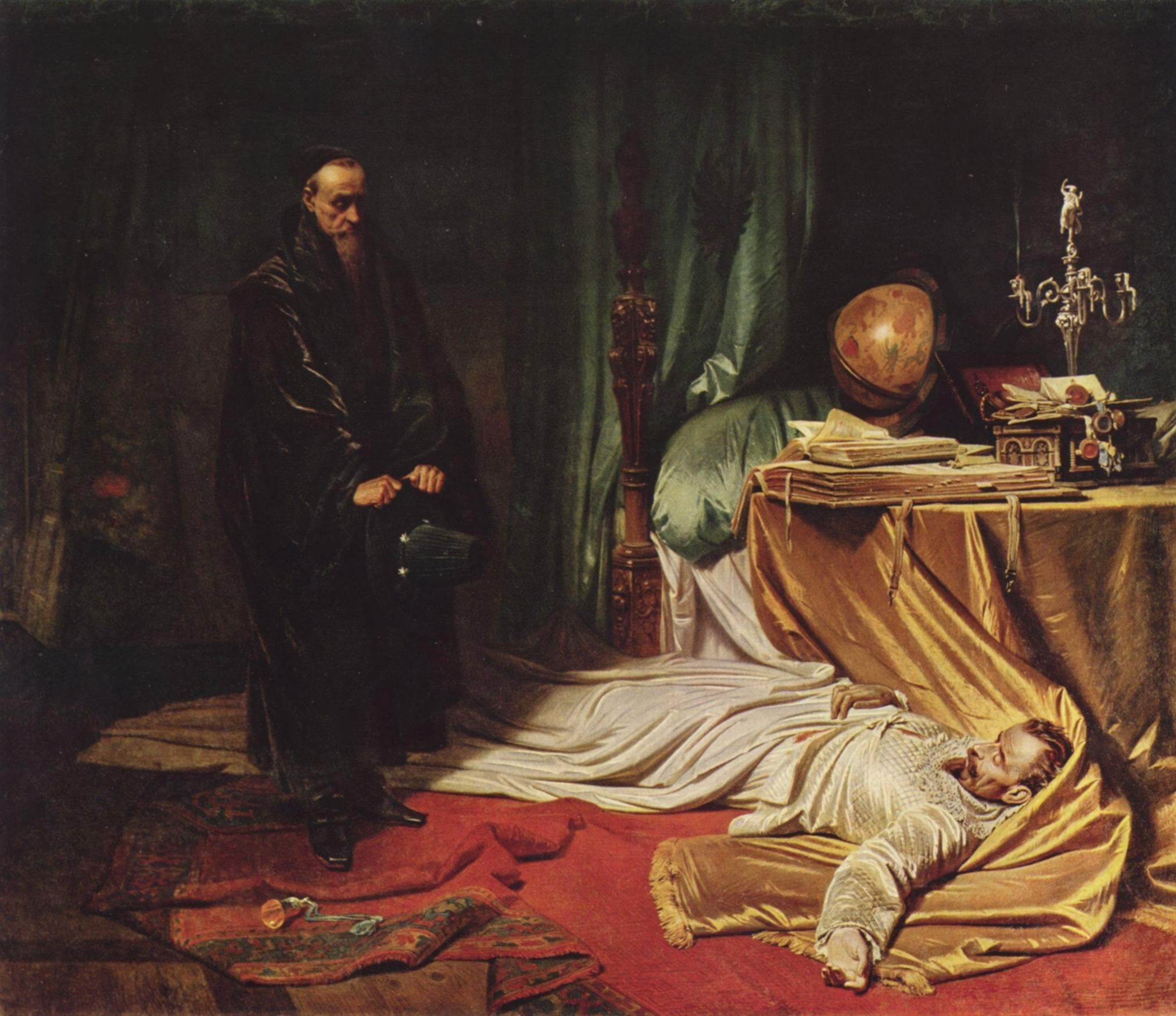
Астролог Сени перед мёртвым телом Валленштейна. 1855. Холст, масло. Новая пинакотека, Мюнхен
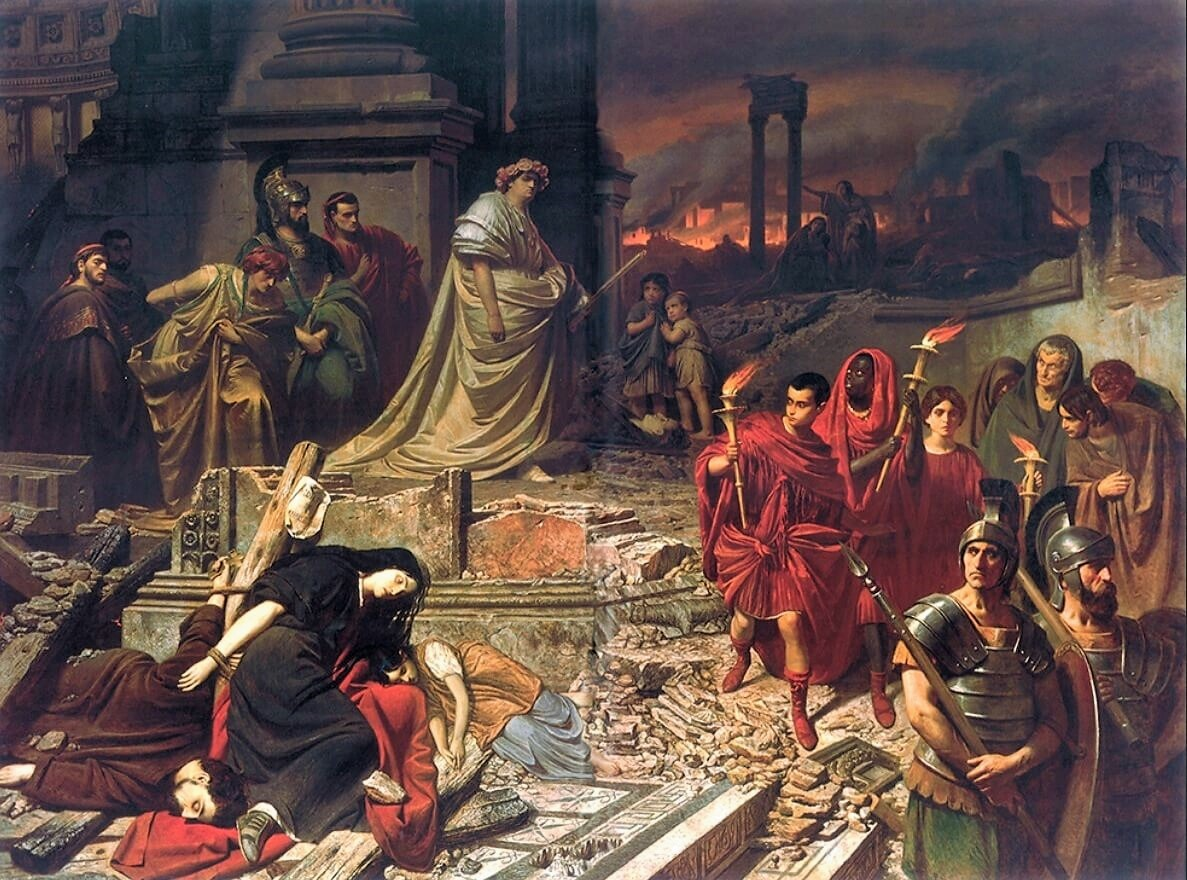
Нерон, любующийся горящим Римом. Ок. 1861. Холст, масло. Городская галерея в доме Ленбаха, Мюнхен
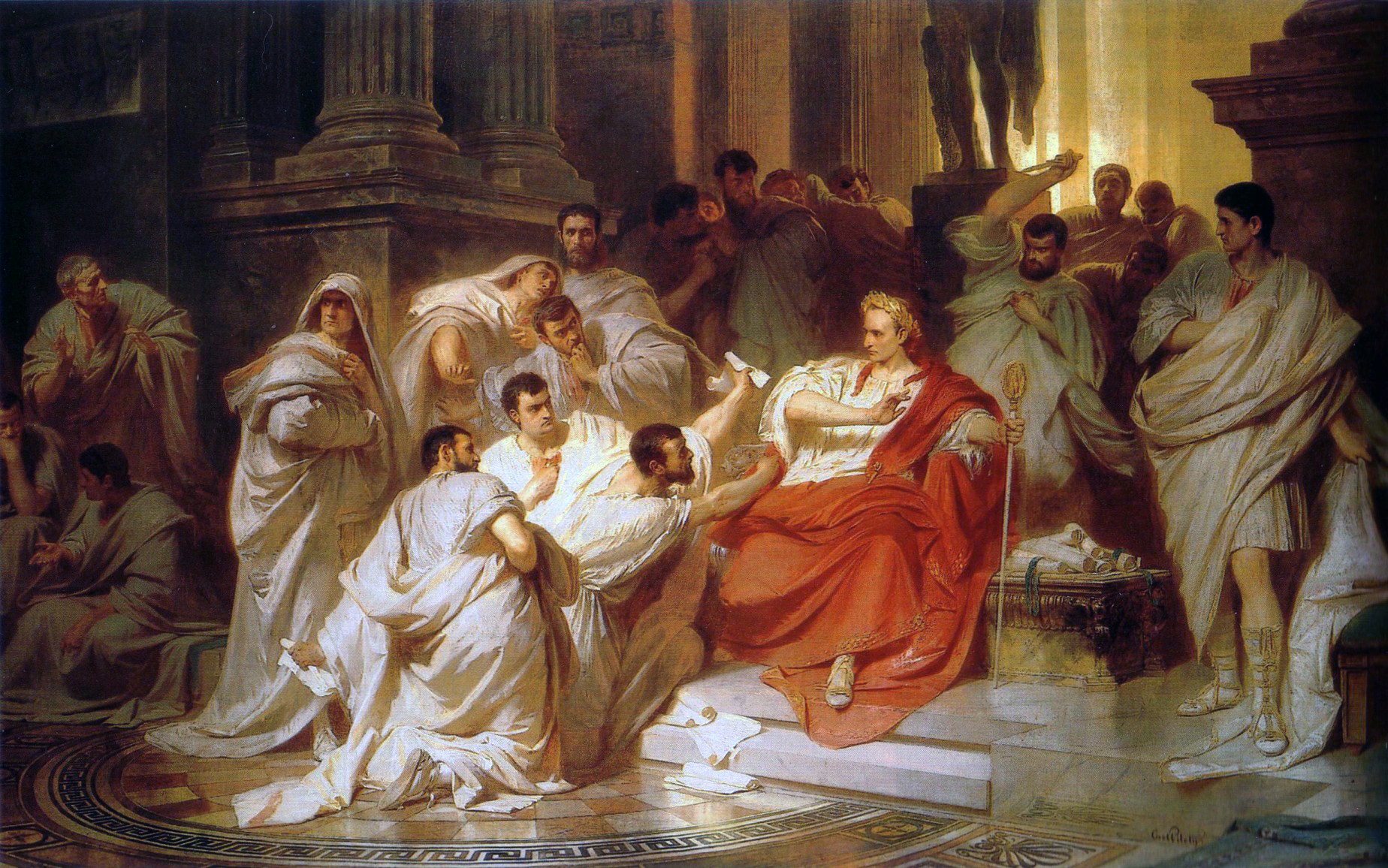
Убийство Цезаря. 1865. Холст, масло. Музей земли Нижняя Саксония, Ганновер
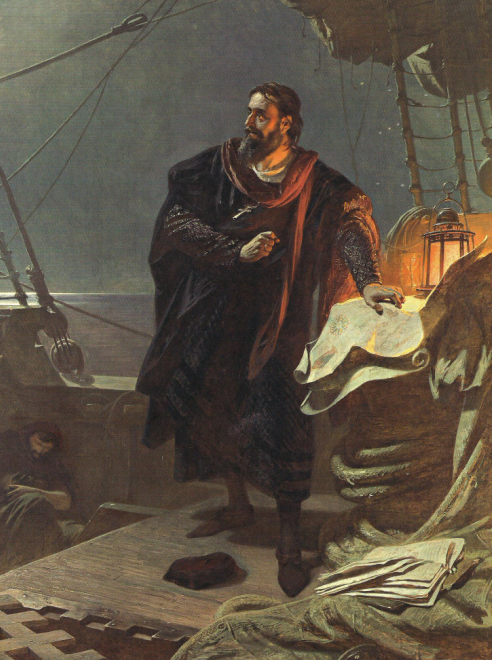
Христофор Колумб. 1865. Холст, масло. Новая пинакотека, Мюнхен
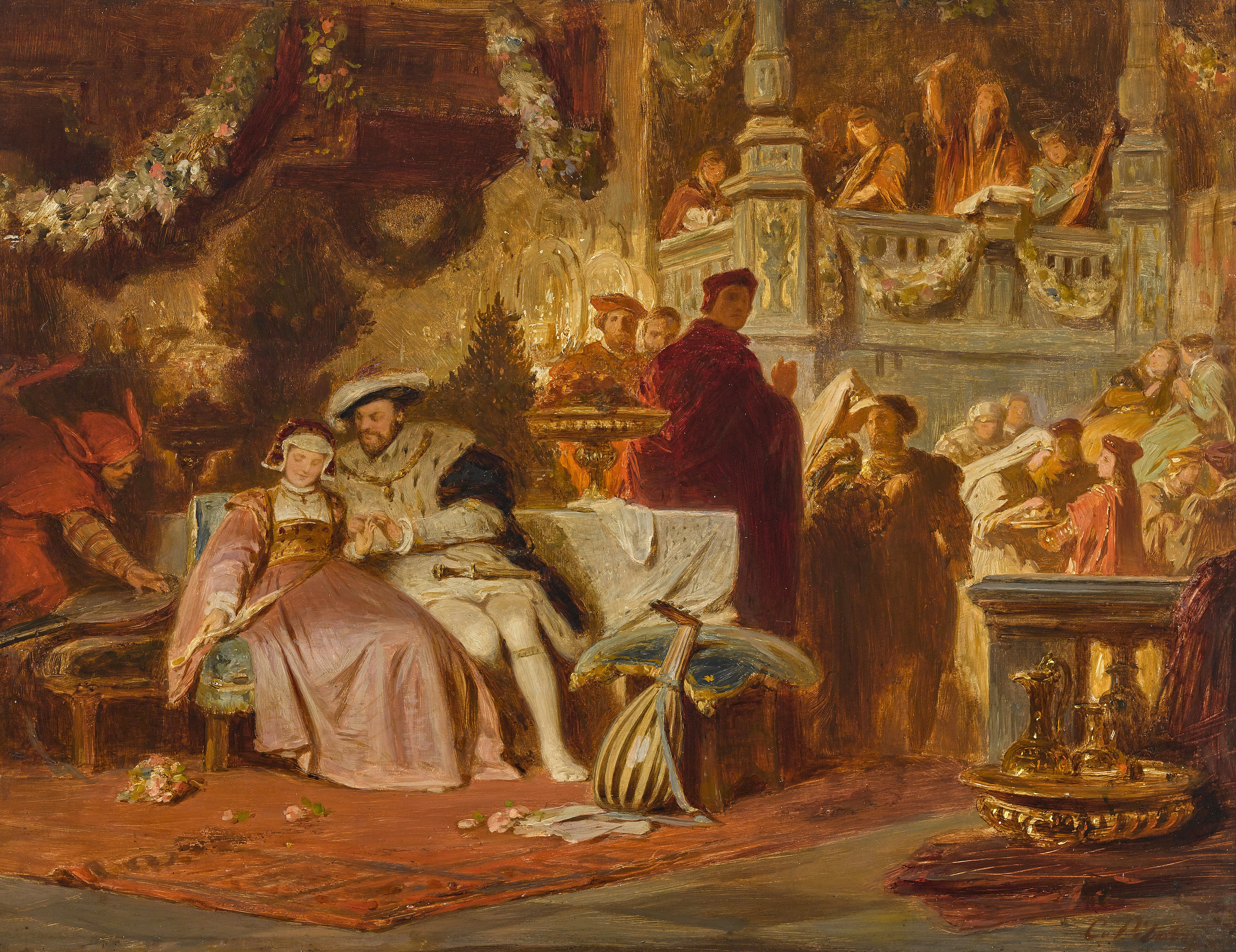
Генрих VIII добивается расположения Анны Болейн на балу у кардинала Уолси. 1872. Дерево, масло. Частное собрание
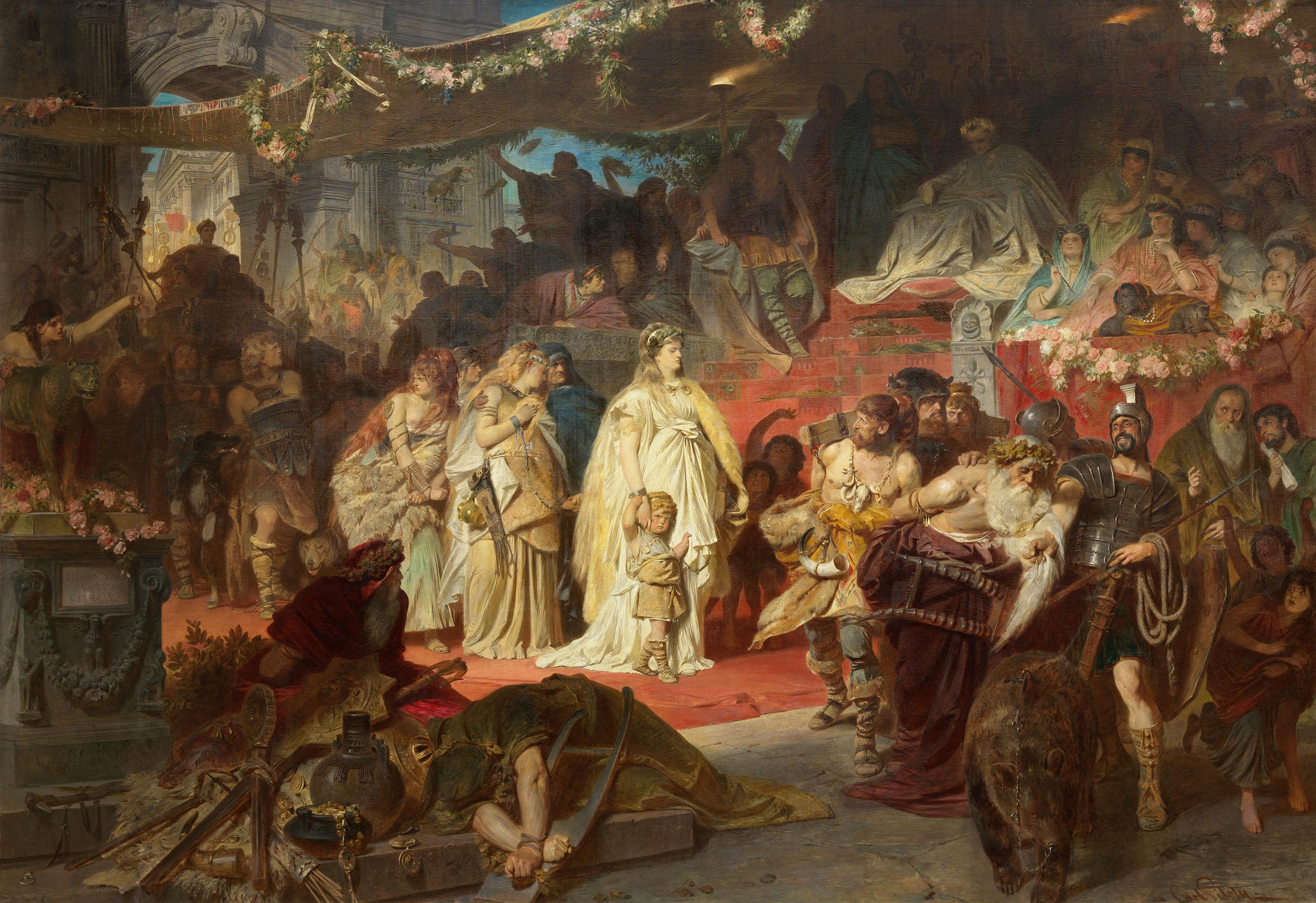
Туснельда в триумфальном шествии Германика. 1873. Холст, масло. Новая пинакотека, Мюнхен
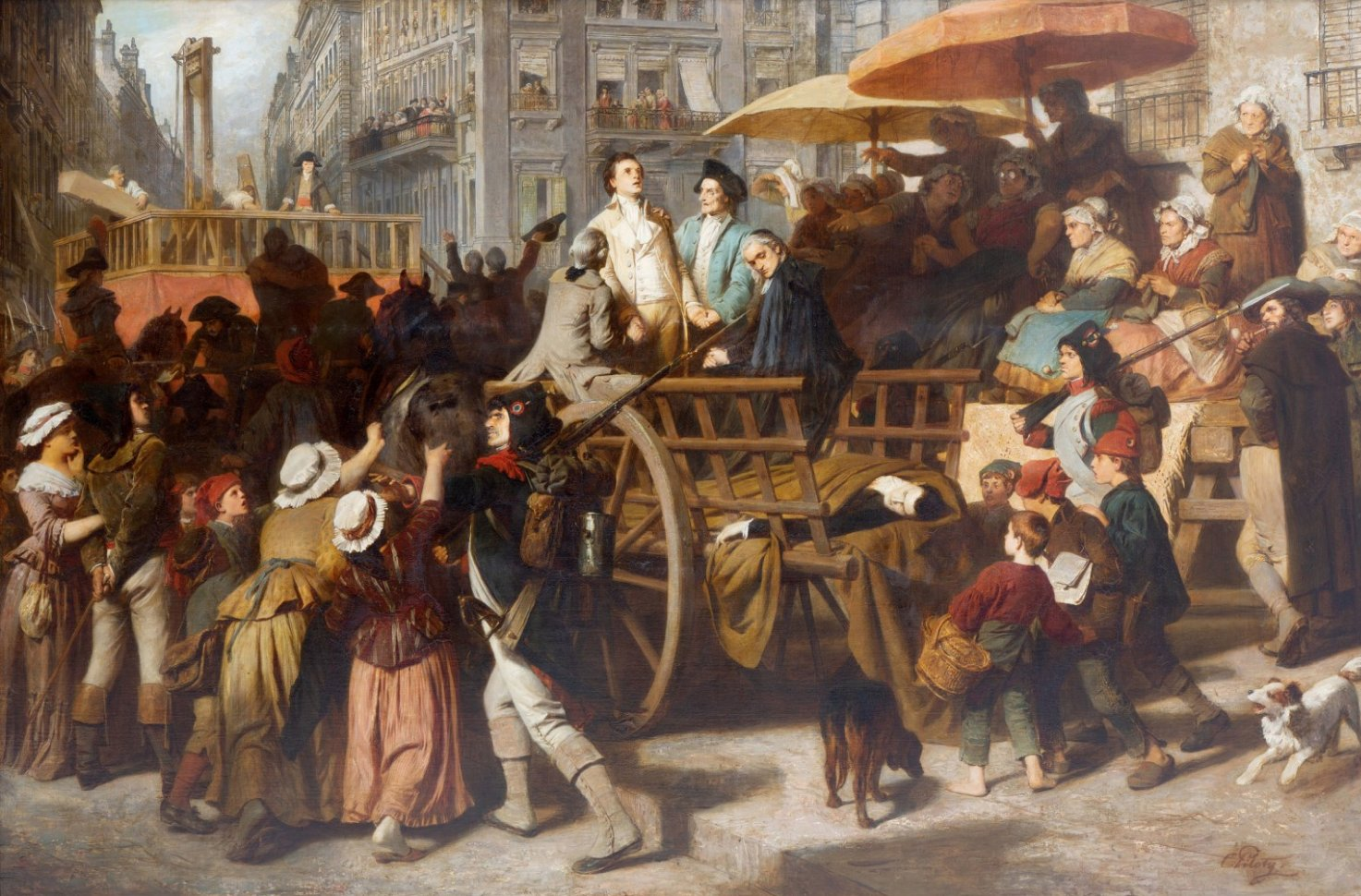
Казни жирондистов в Париже 31 октября 1793 года. 1880. Частное собрание
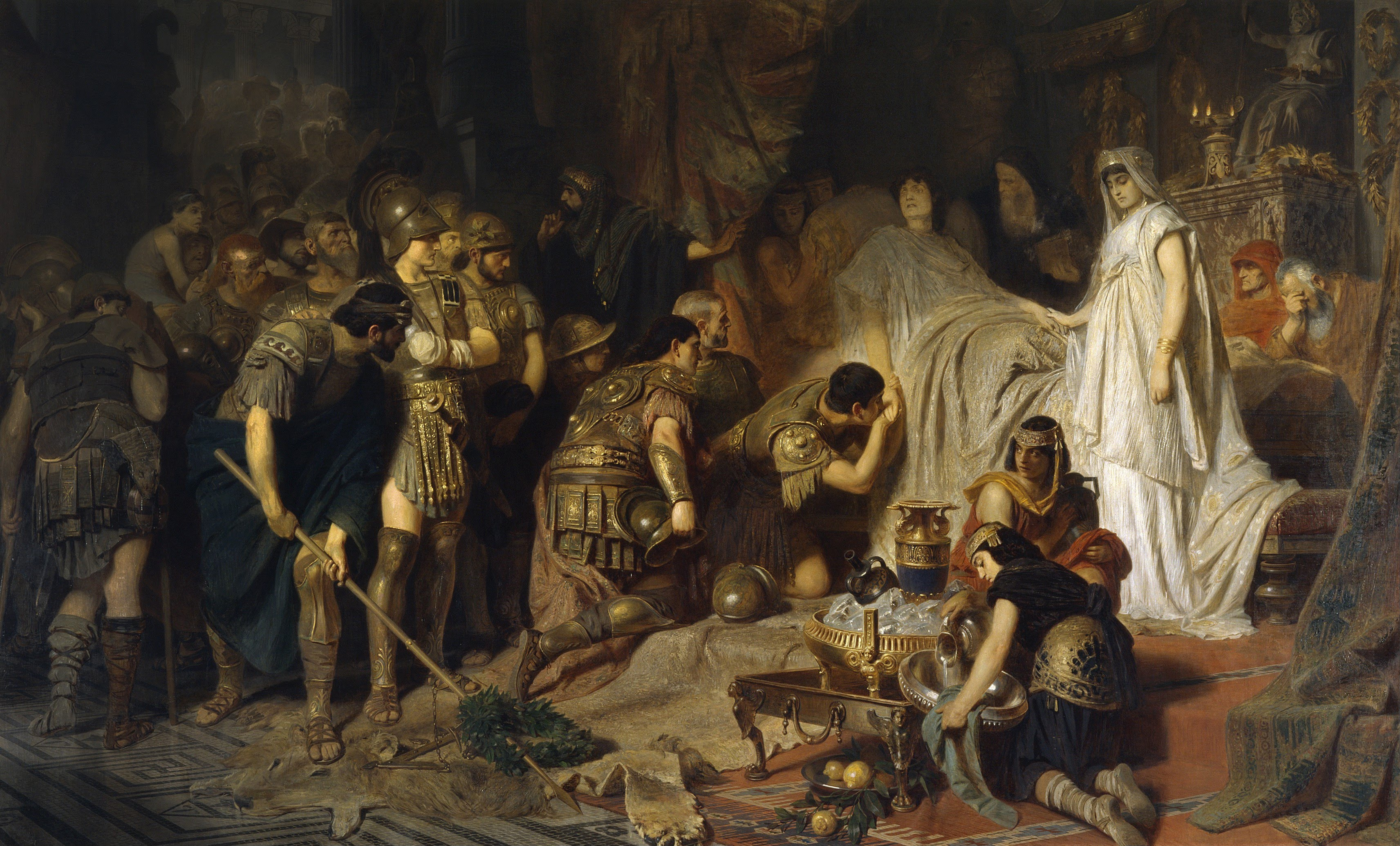
Александр Македонский прощается со своей армией перед смертью. Ок. 1886. Старая национальная галерея, Берлин